# Махмудабад (Западный Азербайджан)
Махмудаба́д(перс. محمودآباد‎) — город на северо-западе Ирана, в провинции Западный Азербайджан. Входит в состав шахрестана Шахиндеж.

## География
Город находится в южной части Западного Азербайджана, в горной местности, на высоте 1 337 метров над уровнем моря.
Махмудабад расположен на расстоянии приблизительно 155 километров к юго-востоку от Урмии, административного центра провинции и на расстоянии 440 километров к западу-северо-западу (WNW) от Тегерана, столицы страны.

## Население
На 2006 год население составляло 5 817 человек; в национальном составе преобладают лаки (носители диалекта Чехардоли (Chahardoli)), в конфессиональном — мусульмане-шииты.